# Cratere Werner
Werner è un cratere lunare di 70,59 km situato nella parte sud-orientale della faccia visibile della Luna.